# Žarnovka (1076 m)
Žarnovka (1076 m) – szczyt w grupie górskiej Wielkiej Fatry w Karpatach Zachodnich na Słowacji. Wznosi się w grzbiecie opadającym z masywu Zwolenia (Zvolen) do Doliny Korytnickiej (Korytnická dolina). Grzbiet Žarnovki oddziela jej dwie boczne odgałęzienia: dolinę Žarnovka i dolinę Veľká Bzdová. Do doliny Žarnovki opada bardzo stromo, do Wielkiej Bzdovej znacznie łagodniej. 
Przez Žarnovkę nie prowadzą przez żadne szlaki turystyczne. Jest porośnięta lasem, tylko partie grzbietu łączącego ją z masywem Zvolen są trawiaste. To pozostałości dawnych hal pasterskich.